# Домнио
Домнио (умер в 395 году) — Римский святой, священник и исповедник. День памяти — 28 декабря.
Святой Домнио, или Домнион известен тем, что редактировал Библию, которую переводил Иероним Блаженный. Его христианские добродетели и гостеприимство особо выделялись на фоне нравов Рима того времени. 